# Cultura de Surinam

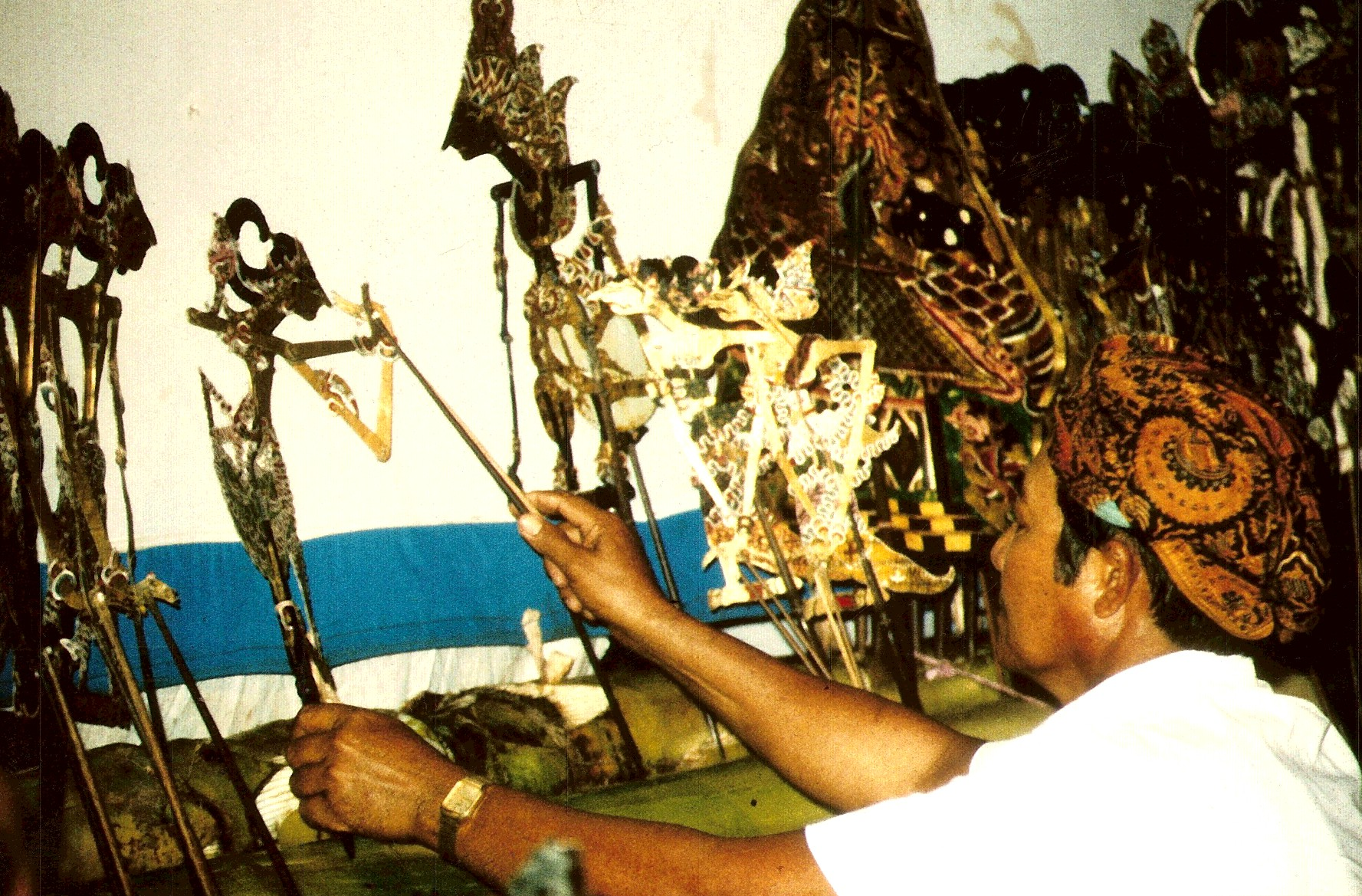
Espectáculo de teatro de marionetas wayang kulit por hombres provenientes de Java, ejemplo de un aporte del sudeste asiático a la cultura de Surinam.

cultura de Surinam es muy diversa y dinámica y posee una marcada influencia asiática, africana y europea. Además por ser Surinam una antigua colonia de los Países Bajos posee fuertes lazos culturales con eso países. La población se compone del aporte de personas provenientes de Países Bajos, India, África, China e Indonesia como también de pueblos autóctonos que moraban en la zona antes de la llegada de los colonizadores europeos. El 90% de las personas radicadas en Surinam poseen ancestros que provienen de otros países y regiones. 
La ciudad de Paramaribo es el corazón de este pequeño país y la caja de resonancia de su cultura.

## Su Música
Surinam es muy conocido por la música kaseko, y por tener una tradición musical indo-caribeña. 
El kaseko probablemente se deriva de los expresión "casser le corps" (descanso el cuerpo) que se usó durante la esclavitud para designar un baile muy veloz. Kaseko es una fusión de numerosos estilos populares y folclóricos derivados de Europa, África y las Américas. Es rítmicamente complejo, con instrumentos de percusión incluido el skratji (un tambor muy grande) y tambores trampa, así como el saxofón, trompeta y de vez en cuando el trombón. Puede cantarse en solo o en coro. Las canciones son generalmente de llamada y respuesta, como lo son los estilos de los criollos del área, como el kawina. 
El kaseko evolucionó en los años treinta durante festividades que usaron grandes bandas, sobre todo bandas de vientos, y que se las llamó Bigi Poku (música del tambor grande). Las siguientes: Guerra Mundial 2, jazz, calipso y otras importantes llegaron a ser populares, mientras la música rock de los Estados Unidos pronto dejó su propia influencia en la forma de instrumentos eléctricos. 

### La música Indo-Surinamense
La música india llegó con los inmigrantes de Asia del Sur. Esto incluyó música folclórica tocada con el dhantal, tabla, sitar, armonio y dholak, después incluso tambores del tassa. Esa música eran principalmente canciones hindúes llamadas el "bhajans", así como el filmi. El estilo cantado color canela es único a la comunidad india de Surinam y Guyana.

## Religión de Surinam en porcentajes
- Protestantismo: 27%
- Hinduismo: 22%
- Catolicismo: 22%
- Islamismo: 14%
- Ateo/agnóstico: 11%
- Religiones indígenas: 5%

## Gastronomía

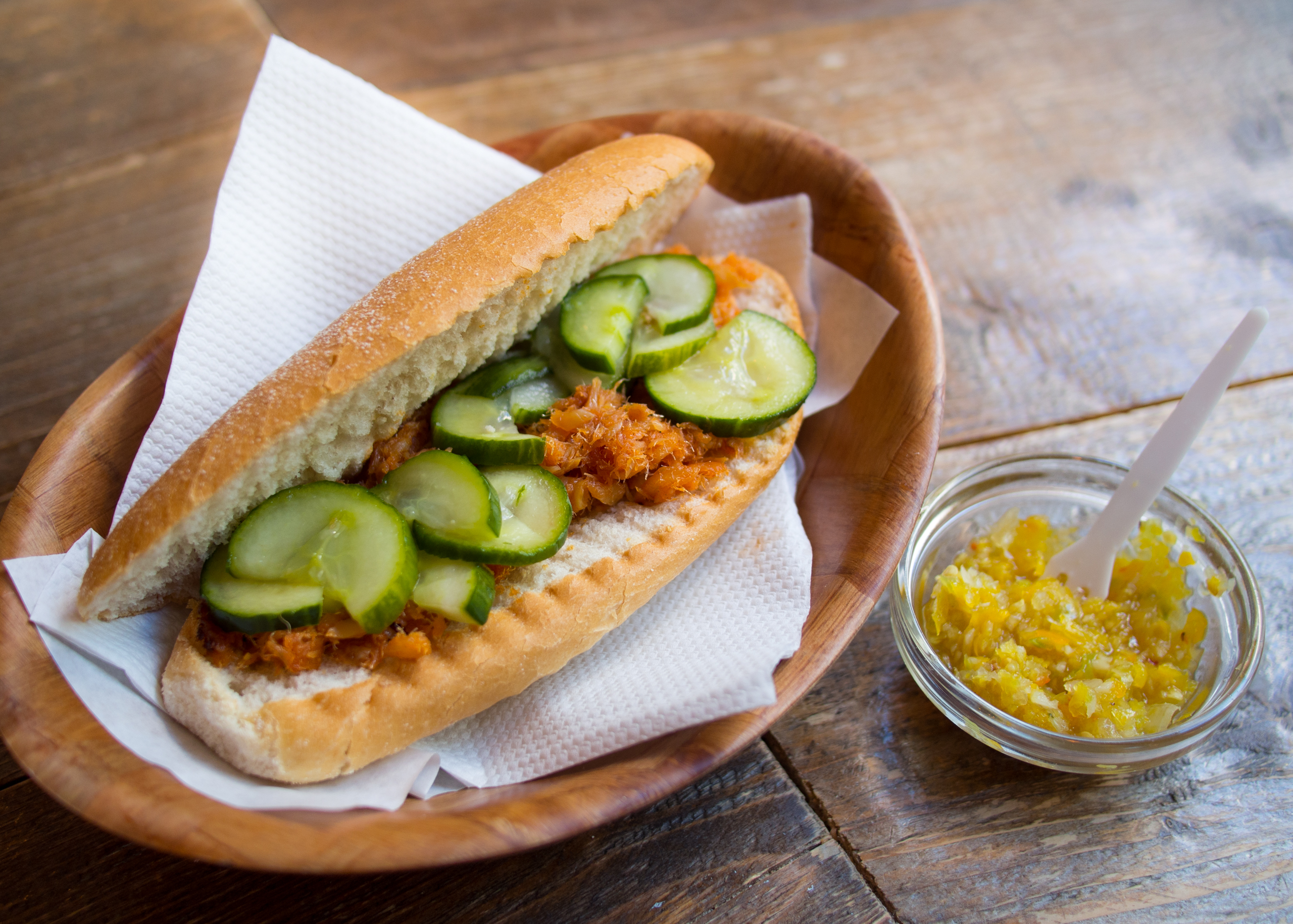
Broodje bakeljauw (pan con pescado seco)

La gastronomía de Surinam es muy diversa, producto de los diversos orígenes de su población. La cocina es una combinación de gastronomías internacionales incluidos elementos indios, áfricanos, javaneses (Indonesia), chinos, neerlandeses, judíos, portugueses e indígenas.
Por ello la gastronomía Surinam abarca numerosos platillos; a su vez los diversos grupos étnicos fueron influidos por los platillos e ingredientes utilizados por las otras etnias; esta nueva cocina surinamesa incluye roti, nasi goreng, bami, pom, snesi foroe, moksi meti, y losi foroe; producto de esta mezcla de numerosas culturas la cocina de Surinam ofrece algunas creaciones únicas. Entre los ingredientes principales se cuentan el arroz, frutos como mandioca y tayer, y roti. Por lo general el menú incluye numerosas variaciones del snesi foroe chino, desde el pollo masala al pom, un platillo muy popular de origen criollo. También son muy utilizados la carne salada y pescado seco (bakkeljauw). Judías de metro, okra, y berenjenas son algunos ejemplos de vegetales utilizados en la cocina de Surinam. Para proveer sabor se utilizan pimientos Madame Jeanette.
Adicionalmente se prepara un roti de zapallo (a menudo servido con un relleno de masala de pollo, papa y vegetales), por lo general servido en fiestas y eventos especiales. Otros platillos famosos son moksi-alesi (arroz hervido con carne salada, langostino o pescado y todo tipo de vegetales)y el nasi y mee goreng originario de Java.